# Ianthopsis multispinosa
Ianthopsis multispinosa är en kräftdjursart som beskrevs av Ernst Vanhöffen 1914. Ianthopsis multispinosa ingår i släktet Ianthopsis och familjen Acanthaspidiidae. Inga underarter finns listade i Catalogue of Life.